# Barry Douglas (pianista)
Barry Douglas, (nacido el 23 de abril de 1960) en Belfast, Irlanda del Norte, es un pianista clásico y director.

## Infancia
Estudia piano, celo, clarinete y órgano mientras crece en Belfast, asistiendo al Methodist College y a los 16años siguió lecciones con Felicitas LeWinter, alumno de Emil von Sauer y antiguo alumno de Franz Liszt. En Londres estudia con John Barstow por cuatro años y después estudia en privado con Maria Curcio, el último y favorito alumno de Artur Schnabel, yendo después a estudiar con el pianista ruso Yevgeny Malinin en París.  Ganó la Medalla de Bronce en la Van Cliburn Competition en Texas en 1985 y el premio superior en el Concurso Internacional de Piano de Santander "Paloma O'Shea" en España. Después gana la medalla de oro, en la Chaikovski Internacional Competición en 1986, siendo el primer  pianista no ruso en conseguirlo desde Van Cliburn en 1958.

## Carrera
Su debut fue el álbum con la grabación de la obra de Modest Músorgski Cuadros de una exposición. Ha hecho muchas grabaciones desde entonces y recientemente (2007) ha completado (con Camerata Irlanda) los cinco conciertos de piano de Beethoven y el Concierto Triple (con Chee-Yun Kim y Andrés Díaz). Es el director Artístico del Festival de Piano Internacional de Mánchester, Inglaterra y del Clandeboye Festival en Clandeboye, Bangor, County Down. Funda la Camerata Irlanda en 1998 la cual tiene a Isabel II del Reino Unido, y a Mary McAleese, la entonces Presidenta de Irlanda, como Patronas de la Junta.
Douglas cada vez dedica más parte de su tiempo a conducir la Camerata Irlanda. Ha dirigido ciclos completos de las sinfonías de Beethoven (en noviembre de 2002) y de las de Mozart y Schubert y de los conciertos de Mozart en 2000 y 2001. 
Ha grabado en los sellos RCA, Satirino de Francia y para Chandos Records, para el que está grabando la integral de las obras para piano solo de Brahms y de Schubert ; el primer volumen de las obras de Brahms ha aparecido en 2012, el de las obras de Schubert en 2014 y los dos han sido muy bien acogidos por la crítica. En septiembre de 2014 ha aparecido el álbum “Celtic Reflections”, que reagrupa arreglos realizados por Barry Douglas mismo de melodías tradicionales irlandesas y de canciones de compositores contemporáneos.

## Premios
Douglas fue nombrado un Oficial de la Orden del Imperio Británico (OBE) en la lista de Honores de 2002 por servicios a la música. También recibe un doctorado honorario de Música de la Queens University de Belfast y posteriormente un doctorado honorario de Música de la Universidad Nacional de Irlanda en septiembre de 2007.
Está casado y tiene tres niños. Comparte su tiempo entre París y Lurgan.